# People’s Progressive Party (Salomonen)
Die People’s Progressive Party (PPP) war eine Partei in den Salomonen.

## Geschichte
Die PPP wurde im Februar 1974 gegründet. Ursprünglich wurde sie von Solomon Mamaloni geführt und hatte geschätzt sechs Anhänger im Governing Council. In dem Jahr wurde noch eine Wahl für den ersten Chief Minister abgehalten. Mamaloni besiegte Benedict Kinika von der United Solomon Islands Party und bildete ein Kabinett aus Mitglieder der PPP und aus unabhängigen Abgeordneten. Er trat jedoch im November 1975 nach einer Untersuchung zurück, weil er ohne Rücksprache mit seinem Kabinett gehandelt hatte, wurde aber im Dezember wiedergewählt und bildete ein Kabinett mit fünf Mitgliedern der USIPA, zwei Mitgliedern der PPP und einem Unabhängigen.
Nach der Bildung der neuen Regierung und vor den Wahlen 1976 lösten sich sowohl PPP als auch USIPA auf. 1979 vereinigte sich der Rest der Partei mit der Rural Alliance Party zur People’s Alliance Party.